# Disjunção lógica
Disjunção, operador ou (em inglês:  OR), é uma operação lógica utilizada em lógicas digitais e lógicas matemáticas. Seu operador é o símbolo ∨. Em algumas linguagens de programação, o operador normalmente é uma barra vertical (|), e em outras a disjunção é representada por duas barras verticais (||).
Pode ainda ser representada pelo símbolo da soma.
A disjunção está intimamente relacionada com a operação de união de conjuntos.
A disjunção pode também ser exclusiva, o que não se relaciona com este artigo (ver disjunção exclusiva, XOR).

## Definição
Em lógica binária, ocorrem apenas dois estados:
- Verdadeiro, representado pela letra V, ou pelo número 1.
- Falso, representado pela letra F, ou pelo número 0.

A disjunção é uma operação que verifica a seguinte tabela de verdade:
| a | b | a ∨ b |
| - | - | ----- |
| V | V | V     |
| V | F | V     |
| F | V | V     |
| F | F | F     |

ou de forma equivalente
| a | b | a ∨ b |
| - | - | ----- |
| 1 | 1 | 1     |
| 1 | 0 | 1     |
| 0 | 1 | 1     |
| 0 | 0 | 0     |

Portanto pode ainda ser representada pela soma, que dá o mesmo resultado, se a e b forem 0 ou 1, excepto que se assume também "1+1=1" (ou seja, esta soma disjuntiva tem um significado algébrico de a∨b ≡ a + b - ab).
Outra interpretação é a da lógica fuzzy, que generaliza pela equivalência com o máximo(a,b).

## União de conjuntos
A operação de disjunção lógica está ainda relacionada com a união de conjuntos.
Um elemento está na união dos conjuntos quando for verdade que está nalgum deles.
Segue a representação dessa operação no diagrama de Venn.

## Conjunção semântica
A operação lógica da disjunção funciona de forma semelhante à conjunção semântica ou.
Suponham-se duas frases quaisquer:
{\displaystyle a\equiv est{\acute {a}}\ chovendo\ l{\acute {a}}\ fora}
{\displaystyle b\equiv eu\ estou\ dentro\ de\ casa}
{\displaystyle a\lor b\equiv (est{\acute {a}}\ chovendo\ l{\acute {a}}\ fora)\ ou\ (eu\ estou\ dentro\ de\ casa)}
A disjunção é verdadeira se alguma das frases o for.
No entanto, como a linguagem pode ser ambígua, nem sempre as conjunções semânticas têm este significado matemático: este ou pode significar uma disjunção exclusiva.

## Propriedades
A conjunção relaciona dois valores, mas usando o seu resultado podem ser feitas operações com mais valores.
Com uma tabela de verdade pode demonstrar-se a propriedade associativa
{\displaystyle ((a\lor b)\vee c)\ } é igual a {\displaystyle \ (a\lor (b\lor c))}
e portanto neste caso basta escrever
{\displaystyle a\lor b\lor c}
sem necessidade de parentesis, já que o resultado é o mesmo.
A conjunção lógica tem diversas propriedades. Destacam-se:
- {\displaystyle a\lor b\equiv b\lor a\quad :} (comutatividade)
- {\displaystyle \left(a\lor b\right)\lor c\equiv a\lor \left(b\lor c\right)\quad :} (associatividade)
- {\displaystyle a\lor b\equiv \neg \left(\neg a\land \neg b\right)\quad :} (leis de De Morgan)
- {\displaystyle a\lor \neg a\equiv 1\quad :} (universalidade)
- {\displaystyle a\lor 0\equiv a\quad :} (a falsidade é o elemento neutro da disjunção)
- {\displaystyle a\lor 1\equiv 1\quad :} (a verdade é o elemento absorvente da disjunção)